# Julie London
Pour les articles homonymes, voir London.
Julie Peck, dite Julie London, née le 26 septembre 1926 à Santa Rosa et morte le 18 octobre 2000 à Encino, également en Californie, est une chanteuse et actrice américaine. 
Découverte alors qu’elle travaillait comme liftière, elle entame par la suite une carrière dans le cinéma, en jouant notamment les rôles féminins dans des westerns comme Libre comme le vent, L’Homme de l’Ouest et L’Aventurier du Rio Grande.
Au milieu des années 1950, la signature de son contrat avec Liberty Records marque le début de sa carrière musicale, ponctuée par le succès de sa chanson Cry Me a River, entre autres titres tels que les reprises de Fly Me to the Moon ou Perfidia. 

## Biographie
Célèbre pour sa voix grave et sensuelle, première interprète de la chanson Cry Me a River en 1955, elle connaît la gloire durant les années 1950. Sa carrière d'actrice s'étend sur plus de 35 ans, jusqu'à son rôle de l'infirmière Dixie McCall, dans la série télévisée Emergency! (1972–1979).
Julie London est la fille de Jack et Josephine Peck, un couple de danseurs et chanteurs de vaudeville. Lorsqu'elle a 14 ans, sa famille déménage à Los Angeles.  En 1945, à 19 ans et après quelques apparitions au cinéma, elle obtient le diplôme de la Hollywood Professional School.
Après avoir tourné dans une vingtaine de films, dont plusieurs westerns, notamment Horizons en Flammes en 1949 avec Gary Cooper, L'homme de l'Ouest, dans lequel elle réalise un mémorable strip-tease forcé, ou The Fat Man avec Rock Hudson en 1958, Julie London prend ses distances avec le cinéma.
Elle poursuit la comédie à la télévision où elle interpréte le rôle de l'infirmière Dixie McCall dans la série Emergency! (ancêtre de la série Urgences) dans les années 70.
Parallèlement, elle mène une carrière de chanteuse de clubs. Sélectionnée dans le classement des meilleures chanteuses du Billboard en 1955, 56 et 57, elle réalise 32 albums après son tube de 1955 Cry Me A River.
Julie London épouse la star Jack Webb puis, en secondes noces, le compositeur, musicien de jazz et acteur Bobby Troup.
Ayant beaucoup fumé (dès l'âge de 16 ans), elle a été soignée pour un accident vasculaire cérébral en 1995, et 5 ans plus tard elle meurt d'un cancer du poumon à l'âge de 74 ans dans un hôpital de San Fernando Valley près de chez elle.

## Albums
- Julie Is Her Name (1955, U.S. #2)
- Lonely Girl (1956, U.S. #16)
- Calendar Girl (1956, U.S. #18)
- About the Blues (1957, U.S. #15)
- Make Love to Me (1957)
- Julie (1958)
- Julie Is Her Name, Volume II (1958)
- London by Night (1958)
- Swing Me an Old Song (1959)
- Your Number Please (1959)
- Julie...At Home (1960)
- Around Midnight (1960)
- Send for Me (1961)
- Whatever Julie Wants (1961)
- The Best of Julie London (1962)
- Sophisticated Lady (1962)
- Love Letters (1962)
- Love on the Rocks (1962)
- Latin in a Satin Mood (1963)
- Julie's Golden Greats (1963)
- The End of the World (1963, U.S. #127)
- The Wonderful World of Julie London (1963, U.S. #136)
- Julie London (1964)
- In Person at the Americana (1964)
- Our Fair Lady (1965)
- Feeling Good (1965)
- By Myself (1965, produced exclusively for the Columbia Record Club)
- All Through the Night: Julie London Sings the Choicest of Cole Porter (1965)
- For the Night People (1966)
- Nice Girls Don't Stay for Breakfast (1967)
- With Body & Soul (1967)
- Easy Does It (1968)
- Yummy, Yummy, Yummy (1969)
- The Very Best of Julie London (1975)

## Filmographie

### Cinéma
- 1944 : Nabonga de Sam Newfield : Doreen Stockwell
- 1944 : Janie de Michael Curtiz : Une petite amie
- 1945 : On Stage Everybody de Jean Yarbrough : Vivian Carlton
- 1946 : A Night in Paradise d'Arthur Lubin : Une serveuse au palace
- 1947 : La Maison rouge (The Red House), de Delmer Daves : Tibby
- 1948 : Le Sang de la terre (Taps Roots), de George Marshall : Aven Dabney
- 1949 : Horizons en flammes (Task Force), de Delmer Daves : Barbara McKinney
- 1950 : Le Cavalier au masque (en) (Return of the Frontiersman) de Richard L. Bare : Janie Martin
- 1951 : The Fat Man de William Castle : Pat Boyd
- 1955 : The Fighting Chance de William Witney : Janet Wales
- 1956 : Crime Against Joe de Lee Sholem : Frances Bennett
- 1956 : La Blonde et moi (The Girl Can't Help It)  de Frank Tashlin : Elle-même
- 1956 : The Great Man de José Ferrer : Carol Larsson
- 1957 : La Pays de la haine (Drango) de Hall Bartlett et Jules Bricken : Shelby Ransom
- 1958 : Libre comme le vent (Saddle the Wind), de Robert Parrish : Joan Blake
- 1958 : A Question of Adultery de Don Chaffey : Mary Loring
- 1958 : Voice in the Mirror de Harry Keller : Ellen Burton
- 1958 : L'Homme de l'Ouest (Man of the West), d'Anthony Mann : Billie Ellis
- 1959 : Le Grand Damier (Night of the Quarter Moon) de Hugo Haas : Ginny O'Sullivan Nelson
- 1959 : L'Aventurier du Rio Grande (The Wonderful Country), de Robert Parrish : Helen Colton
- 1960 : Allô... l'assassin vous parle (The Third Voice) de Hubert Cornfield : Corey Scott
- 1961 : Le Dompteur de femmes (The George Raft Story) de Joseph M. Newman : Sheila Patton
- 1968 : Espions en hélicoptère (The Helicopter Spies) de Boris Sagal : Laurie Sebastian

### Télévision
- 1957 : Zane Grey Theater (série télévisée) : Julie
- 1957 : Playhouse 90 (série télévisée) : Angela
- 1959 : The David Niven Show (série télévisée) : Maggie
- 1959 : Aventures dans les îles (Adventures in Paradise) (série télévisée) : Dalisay Lynch
- 1960 : Laramie (série télévisée) : June Brown
- 1960 : Rawhide (série télévisée) : Anne Danvers
- 1960 : Michael Shayne (série télévisée) : Anita
- 1960 : Dan Raven (série télévisée) : June Carey
- 1961 : Échec et mat (Checkmate) (série télévisée) : Libby Nolan
- 1961 : Ombres sur le soleil (Follow the Sun) (série télévisée) : Jill Rainey
- 1961 : Hong Kong (série télévisée) : Penny Carroll
- 1961 : The Barbara Stanwick Show (série télévisée) : Julie
- 1963 : The Eleventh Hour (en) (série télévisée) : Joan Ashmond
- 1973 : The Dick Powell Show (en) (série télévisée) : Linda Baxter
- 1965 : Les Espions (I Spy) (série télévisée) : Phyllis
- 1965 : Suspicion (série télévisée) : Barbara
- 1967 : Des agents très spéciaux (The Man from U.N.C.L.E.) (série télévisée) : Laura Sebastian
- 1968 : La grande vallée (The Big Valley) (série télévisée) : Julia Saxon
- 1972-1978 : Emergency! (série télévisée) : Dixie McCall